# Novi dvori u Zaprešiću
Novi dvori (lat. Curia nova) su jedinstveni spomenik kulturno-povijesne baštine, koji su udaljeni samo 1,5 kilometara od središta Zaprešića (dvadesetak kilometara od Zagreba), uz cestu koja vodi prema Hrvatskom zagorju. Jedinstveni su primjer očuvanosti cjelovitog gospodarskog vlastelinskog kompleksa. Zaštićeno su kulturno dobro.

## Povijest
Vlasnici Novih dvora bili su, redom kroz nekoliko stoljeća, Zrinski, Čikulini, Sermagei, Festetići i grofovi Erdödy, od kojih ih je 1851. godine kupio hrvatski ban Josip Jelačić. U vlasništvu obitelji Jelačić Novi su dvori ostali do 1934. godine, kada su ih kćeri Đure Jelačića, Vera i Anka, oporukom i dobrotvornom zakladom ostavile hrvatskom narodu.
Ban Josip Jelačić dao je dograditi i preurediti i dvorac i cijelo imanje. U istočnom dijelu dvorac je dograđen za 18 metara, proširen je i preuređen kat dvorca, prekriven je crijepom, uređen je veliki podrum i pročelje. Oko dvorca uređen je i perivoj.
Godine 1855. Jelačić je na livadi pokraj dvorca sagradio neogotičku kapelu Sv. Josipa. Kada je iznenada, u rujnu 1855. godine, u Češkoj umrla Jelačićeva devetomjesečna kćerkica Ana, u kapeli je na brzinu izgrađena grobnica u kojoj je sahranjena. U tu su grobnicu kasnije sahranjeni i sam ban Josip Jelačić, 26. svibnja 1859. godine i njegov brat Antun, 1875. godine. Poslije 1945. godine sav je inventar iz kapele nestao, kasnije je bila oskrvnjena i grobnica. U veljači 1991. godine, prije početka obnove kapele, posmrtni su ostaci privremeno preneseni na Mirogoj, a u listopadu 1992. godine položeni su u obnovljenu obiteljsku grobnicu. Tu je neogotičku obiteljsku grobnicu od bijelog kamena (donijetog s katedrale poslije potresa koji ju je teško oštetio), po projektima H. Bolléa, sagradio kipar I. Franz 1884. godine. Grof Đuro Jelačić dao ju je napraviti u skladu s oporukom svoga brata Josipa.
Spomeničku i gospodarsku cjelinu Novi dvori, na površini od 20,5 hektara, čine dvorac, kapela sv. Josipa, grobnica obitelji Jelačić, perivoj, voćnjak, stambene i gospodarske zgrade, povrtnjak, obradivo zemljište i park šuma. Curia nova, Novi dvori, spominju se pod tim imenom već potkraj XVI. stoljeća, kao jedna od plemićko-vlastelinskih kurija susedgradsko-stubičkih posjeda, u vlasništvu Zrinskih, vlasnika Susedgrada (Starih dvora). Ipak, u sudski ovjerenu dokumentu iz 1852. godine kao doba njihova utemeljenja navodi se 1611. godine. Dvorac je tada zapravo bio obična jednokatna plemićka kurija, sagrađen uglavnom od drveta.
Sačuvani i djelomično obnovljeni gospodarski objekti također su vrijednost Novih dvora. Okrugla "vršilnica" je jedini, najstariji takav objekt u Hrvatskoj, potječe iz XVII. stoljeća, spomenik je nulte kategorije. Nekadašnje spremište plodina, trokatna žitnica, uređeno je 1987. godine kao galerija, danas Muzej "Matije Skurjenija". U njemu je stalni postav slika znamenitog umjetnika naive Skurjenija, kao i povijesna foto-izložba "Novi dvori Jelačićevi".

## Opis
Sjeverozapadno od Zaprešića nalazi se kompleks Novi dvori. Gospodarski prostor kroz koji prolazi aleja kestena vodi do perivojno uređenog predjela s dvorcem i kapelom Sv. Josipa. Dvorac je jednokatna građevina izduljene pravokutne osnove zaključena dvostrešnim krovištem. Njegova ranohistoricistička pročelja oblikovana su sredinom 19. stoljeća, međutim, prostorna struktura datira iz 18. stoljeća o čemu svjedoče konstruktivni elementi podruma i prizemlja. U dvorcu je od sredine 19. st. do svoje smrti živio ban Josip Jelačić. U šumskom dijelu imanja smještena je grobnica obitelji Jelačić koja je 1884. g. sagrađena prema projektu Hermana Bollea.

## Zaštita
Pod oznakom Z-2072 zaveden je kao nepokretno kulturno dobro - pojedinačno, pravna statusa zaštićena kulturnog dobra, klasificirano kao "sakralna graditeljska baština".

## Spomenička cjelina
- Grobnica obitelji Jelačić
- Kapela sv. Josipa
- Muzej Skurjeni
- Vršilnica